# フランス軍反乱
フランス軍の反乱（フランスぐんのはんらん、フランス語: Mutineries de 1917）は第一次世界大戦中、1917年のニヴェル攻勢において多くの戦死者を伴う、犬死が確実な突撃戦に嫌気がさした兵士たちによる大反乱。
1917年4月終わりから6月の初めにかけて、該当の兵士の半分ないし3分の2（113個師団の内49個師団）による命令拒否があったと言われ、中にはある中隊がとある町を占拠し反政府組織の樹立を宣言など、革命一歩手前の状況にまでなった。
しかし、フランス軍指導部（フィリップ・ペタン陸軍総司令官）は、反乱に対して死刑判決を出す一方で待遇を改善するなど、硬軟を混ぜた適切な対応で見事に（表面上は）収束に導き、ロシア革命のような事態を招くことはなかった。その後の攻撃では、攻撃命令が抗命される可能性を排除できないため、数の犠牲をともなう突撃は避けるようになった。